# Virville
Virville est une commune française située dans le département de la Seine-Maritime en région Normandie.

## Géographie
|               | Manneville-la-Goupil        | Houquetot     |
| Graimbouville | Virville                    | Parc-d'Anxtot |
|               | Saint-Gilles-de-la-Neuville |               |

Commune du pays de Caux.
La gare de Virville - Manneville, située sur le territoire de la commune, est sur la ligne de Paris-Saint-Lazare au Havre.

### Hydrographie
La commune est située dans le bassin Seine-Normandie. Elle n'est drainée par aucun cours d'eau,.

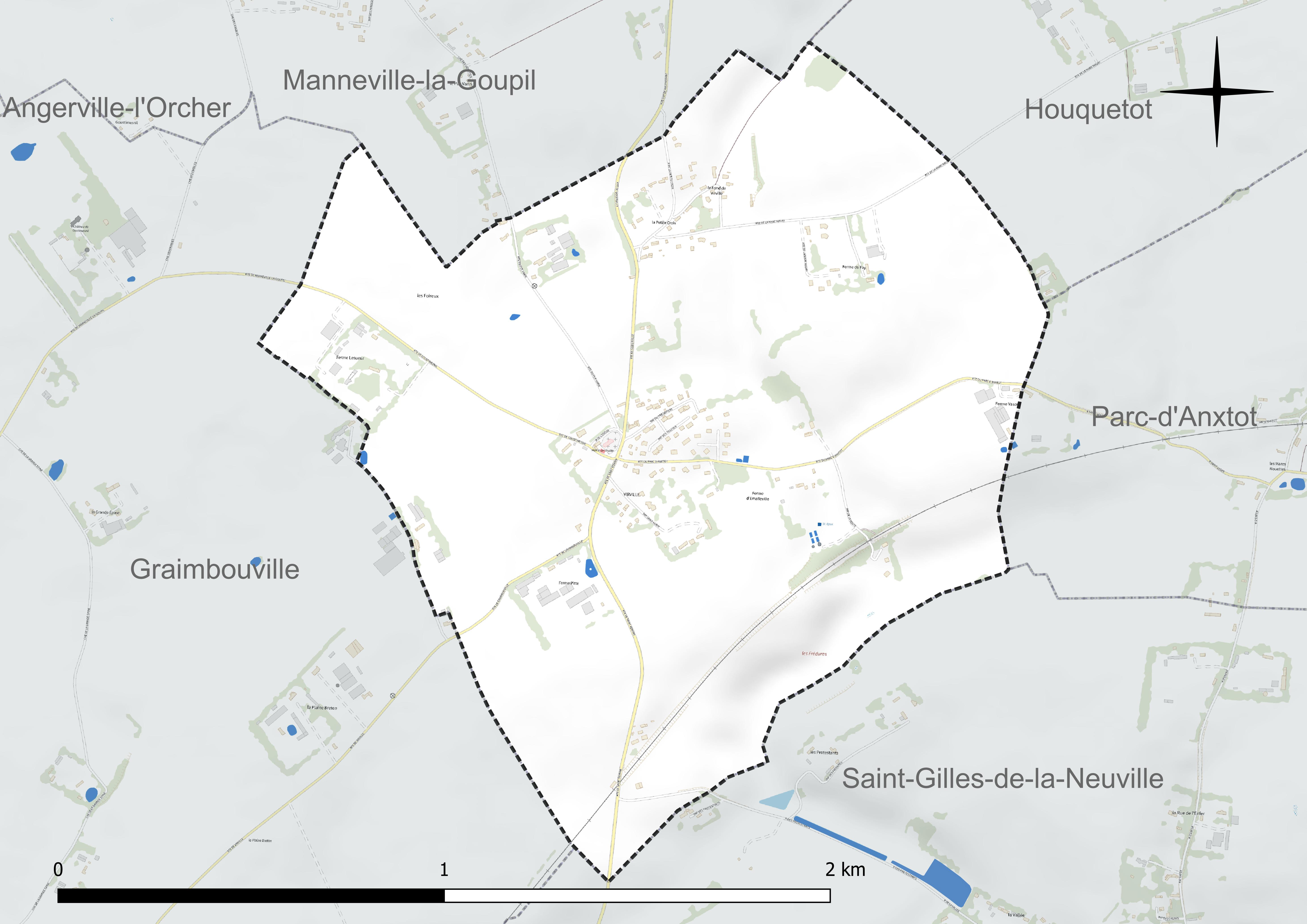
Réseau hydrographique de Virville.

### Climat
Pour des articles plus généraux, voir Climat de la Normandie et Climat de la Seine-Maritime.
En 2010, le climat de la commune est de type climat océanique franc, selon une étude du CNRS s'appuyant sur une série de données couvrant la période 1971-2000. En 2020, Météo-France publie une typologie des climats de la France métropolitaine dans laquelle la commune est exposée à un climat océanique et est dans la région climatique Côtes de la Manche orientale, caractérisée par un faible ensoleillement (1 550 h/an) ; forte humidité de l’air (plus de 20 h/jour avec humidité relative > 80 % en hiver), vents forts fréquents. Parallèlement le GIEC normand, un groupe régional d’experts sur le climat, différencie quant à lui, dans une étude de 2020, trois grands types de climats pour la région Normandie, nuancés à une échelle plus fine par les facteurs géographiques locaux. La commune est, selon ce zonage, exposée à un « climat maritime », correspondant au Pays de Caux, frais, humide et pluvieux, légèrement plus frais que dans le Cotentin.
Pour la période 1971-2000, la température annuelle moyenne est de 10,3 °C, avec une amplitude thermique annuelle de 13,6 °C. Le cumul annuel moyen de précipitations est de 977 mm, avec 13,5 jours de précipitations en janvier et 8,7 jours en juillet. Pour la période 1991-2020, la température moyenne annuelle observée sur la station météorologique la plus proche, située sur la commune de Octeville-sur-Mer à 18 km à vol d'oiseau, est de 11,5 °C et le cumul annuel moyen de précipitations est de 790,7 mm,. Pour l'avenir, les paramètres climatiques de la commune estimés pour 2050 selon différents scénarios d’émission de gaz à effet de serre sont consultables sur un site dédié publié par Météo-France en novembre 2022.

## Urbanisme

### Typologie
Au 1er janvier 2024, Virville est catégorisée commune rurale à habitat dispersé, selon la nouvelle grille communale de densité à sept niveaux définie par l'Insee en 2022.
Elle est située hors unité urbaine. Par ailleurs la commune fait partie de l'aire d'attraction du Havre, dont elle est une commune de la couronne,. Cette aire, qui regroupe 116 communes, est catégorisée dans les aires de 200 000 à moins de 700 000 habitants,.

### Occupation des sols
L'occupation des sols de la commune, telle qu'elle ressort de la base de données européenne d’occupation biophysique des sols Corine Land Cover (CLC), est marquée par l'importance des territoires agricoles (100 % en 2018), une proportion identique à celle de 1990 (100 %). La répartition détaillée en 2018 est la suivante : 
terres arables (74,7 %), prairies (15,2 %), zones agricoles hétérogènes (10,1 %). L'évolution de l’occupation des sols de la commune et de ses infrastructures peut être observée sur les différentes représentations cartographiques du territoire : la carte de Cassini (XVIIIe siècle), la carte d'état-major (1820-1866) et les cartes ou photos aériennes de l'IGN pour la période actuelle (1950 à aujourd'hui).

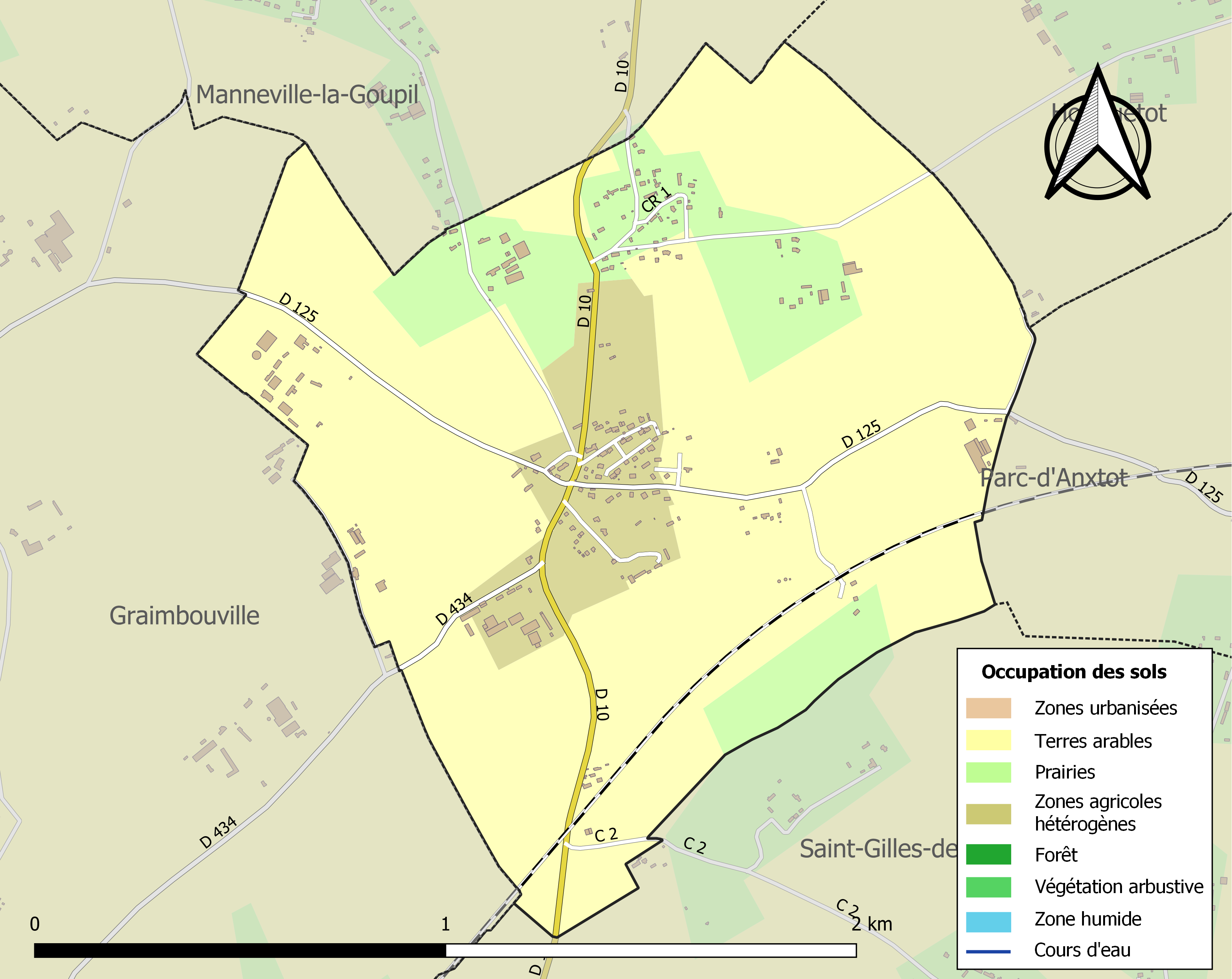
Carte des infrastructures et de l'occupation des sols de la commune en 2018 (CLC).

## Toponymie
Le nom de la localité est attesté sous les formes Vivridivilla, Wivridivilla, Wivridivilla, Vivridevillam et Wivridvillam vers 1035 ; apud Wivarevillam vers 1210 ; Willervilla vers 1240 ; de Virevilla en 1252 ; de Vyreville en 1255 ; de Virevilla en 1274 ; Rectoris de Wirivilla en 1275 ;  Vuirevilla en 1319 ; Vierevilla en 1337 ; Vireville en 1390, 1403, 1422, 1433, 1459, 1465 et 1471 ; Capella de Virevilla en 1450 ; Leprosaria de Virevilla en 1467 ; Ecclesia parrochia de Virevilla en 1470 ; Capella leprosaria de Virevilla en 1471 ; Leprosaria Sancte Margerete de Virevilla en 1489 ; Ecclesie Sancti Albini de Virevilla en 1500 et 1501 ; Prioratus Sancte Margarete de Virevilla en 1593 ; Saint Aubin de Virville en 1713 ; Virville et Sainte Marguerite en 1715 (Frémont), en 1757 (Cassini) ; Vireville en 1788.

## Politique et administration
| Période                                  | Période                    | Identité          | Étiquette | Qualité                    |
| ---------------------------------------- | -------------------------- | ----------------- | --------- | -------------------------- |
| Les données manquantes sont à compléter. |                            |                   |           |                            |
| mars 2001                                | 2014                       | Denis Goupil      |           |                            |
| 2014                                     | mai 2020                   | Sophie Allais     | LR        | Conseillère départementale |
| mai 2020                                 | En cours (au 10 août 2020) | Emmanuelle Schuft |           | Secrétaire de mairie       |

## Démographie
L'évolution du nombre d'habitants est connue à travers les recensements de la population effectués dans la commune depuis 1793. Pour les communes de moins de 10 000 habitants, une enquête de recensement portant sur toute la population est réalisée tous les cinq ans, les populations de référence des années intermédiaires étant quant à elles estimées par interpolation ou extrapolation. Pour la commune, le premier recensement exhaustif entrant dans le cadre du nouveau dispositif a été réalisé en 2005.

En 2022, la commune comptait 343 habitants, en évolution de −5,25 % par rapport à 2016 (Seine-Maritime : +0,35 %, France hors Mayotte : +2,11 %).
| 1793 | 1800 | 1806 | 1821 | 1831 | 1836 | 1841 | 1846 | 1851 |
| ---- | ---- | ---- | ---- | ---- | ---- | ---- | ---- | ---- |
| 225  | 240  | 246  | 243  | 256  | 259  | 297  | 308  | 302  |

| 1856 | 1861 | 1866 | 1872 | 1876 | 1881 | 1886 | 1891 | 1896 |
| ---- | ---- | ---- | ---- | ---- | ---- | ---- | ---- | ---- |
| 298  | 297  | 276  | 251  | 219  | 190  | 184  | 141  | 132  |

| 1901 | 1906 | 1911 | 1921 | 1926 | 1931 | 1936 | 1946 | 1954 |
| ---- | ---- | ---- | ---- | ---- | ---- | ---- | ---- | ---- |
| 140  | 163  | 154  | 175  | 159  | 171  | 171  | 182  | 157  |

| 1962 | 1968 | 1975 | 1982 | 1990 | 1999 | 2005 | 2006 | 2010 |
| ---- | ---- | ---- | ---- | ---- | ---- | ---- | ---- | ---- |
| 144  | 147  | 155  | 211  | 254  | 260  | 300  | 300  | 333  |

| 2015 | 2020 | 2022 | - | - | - | - | - | - |
| ---- | ---- | ---- | - | - | - | - | - | - |
| 363  | 348  | 343  | - | - | - | - | - | - |

## Culture locale et patrimoine

### Lieux et monuments
- Église Saint-Aubin, classée MH par arrêté du 10 septembre 1913[28].